# متظاهر بزرگ
متظاهر بزرگ (به انگلیسی: Great Pretender) مجموعه تلویزیونی انیمه ژاپنی است که توسط استودیو ویت به کارگردانی هیرو کابوراگی و نویسندگی ریوتا کوساوا ساخته شده و از ژوئن تا سپتامبر ۲۰۲۰ در نت‌فلیکس منتشر شد. دنباله مجموعه به نام متظاهر بزرگ: رازبلیوتو (به انگلیسی: Great Pretender: Razbliuto) در فوریه ۲۰۲۴ پخش شد.

## داستان
داستان دربارهٔ یک کلاهبردار کوچک ژاپنی است که آرزوی چیزهای بزرگ در زندگی دارد. او به امید یافتن شغل مناسبی برای پرداخت قبوض پزشکی مادر بیمارش، شروع به کار در شرکتی می‌کند که از کلاهبرداری آن بی‌خبر است و بخاطر آن دستگیر و زندانی می‌شود. پس از آزادی مشروط به دلیل دستگیری و ننگ ناشی از گذشته جنایتکارانه پدرش، نمی‌تواند کار صادقانه ای پیدا کند، تصمیم می‌گیرد در عوض تبدیل به یک کلاهبردار شود. در ادامه با لورن آشنا می‌شود که او نیز کلاهبردار حرفه ای در سطح بین‌المللی است و تصمیم می‌گیرند تا از افراد ثروتمند کلاهبرداری کنند.